# Ірзеє
Ірзеє (нім. Irsee) — громада в Німеччині, знаходиться в землі Баварія. Підпорядковується адміністративному округу Швабія. Входить до складу району Остальгой. Складова частина об'єднання громад Пфорцен.
Площа — 17,47 км2. Населення становить 1547 ос. (станом на 31 грудня 2020).